# Cheranallur
Cheranallur è una suddivisione dell'India, classificata come census town, di 26.330 abitanti, situata nel distretto di Ernakulam, nello stato federato del Kerala. In base al numero di abitanti la città rientra nella classe III (da 20.000 a 49.999 persone).

## Geografia fisica
La città è situata a 10° 05' 15 N e 76° 17' 10 E.

## Società

### Evoluzione demografica
Al censimento del 2001 la popolazione di Cheranallur assommava a 26.330 persone, delle quali 13.076 maschi e 13.254 femmine. I bambini di età inferiore o uguale ai sei anni assommavano a 2.847, dei quali 1.479 maschi e 1.368 femmine. Infine, coloro che erano in grado di saper almeno leggere e scrivere erano 22.433, dei quali 11.341 maschi e 11.092 femmine.